# Мукундарама Чакраборті
Мукундарама Чакраборті (бенгалі:মুকুন্দরাম চক্রবর্তী, дати народження й смерті не відомі ) — визначний бенгальський ліричний поет XIV ст.

## Життєпис
Народився у бенгалії. Стосовно родини. дати та точного місця народження немає відомостей. Наприкінці 1560-х років потрапляє до почту місцевого володаря Раґхунатха, який у 1575 році надає йому титул «кабі канкана» (короля поетів). Слід за цим стає відомим під ім'ям Мукундарама Кабіканкан.
Після завоювання Бенгалії падишахом Акбаром з династії «Великих Моголів» не припинив своєї творчості. Він перебирається разом із родиною до місцевого раджи, де стає вчителем його сина. 
Найвідомішим твором є «Чандімангалкаб'я» (Поема про Чанді), що складено у 1589 році. Вона присвячена богині Чанді деві (Дурги). Надається опис социального, економічного та політичного життя Бенгалії у складі Могольської імперії. З часом вона увійшла до класики індійської літератури.

## Пам'ять
На честь Мукундарами Кабіканкана названо коледж в Кешабпурі (Західна Бенгалія), що є філією Бурдванського університету.